# ماونت كالفاري (ويسكونسن)
ماونت كالفاري (بالإنجليزية: Mount Calvary, Wisconsin)‏ هي قرية تقع في الولايات المتحدة في مقاطعة فوند دو لاك (ويسكونسن). يقدر عدد سكانها بـ 762 نسمة ومساحتها 2.72 كم2 وترتفع عن سطح البحر 292 متر.

## التركيبة السكانية
قام مكتب تعداد الولايات المتحدة بتحديد بيانات التركيبة السكانية لماونت كالفاري في تعداد الولايات المتحدة. في ما يلي، التركيبة السكانية حسب تعدادي 2000 و2010.

### تعداد عام 2000
بلغ عدد سكان ماونت كالفاري 956 نسمة بحسب تعداد عام 2000، وبلغ عدد الأسر 199 أسرة وعدد العائلات 141 عائلة مقيمة في القرية. في حين سجلت الكثافة السكانية 902.0 نسمة لكل ميل مربع (348.3/كم2). وبلغ عدد الوحدات السكنية 206 وحدة بمتوسط كثافة قدره 194.4 نسمة لكل ميل مربع (75.1/كم2).
وتوزع التركيب العرقي للقرية بنسبة 84.21% من البيض و 0.52% من الأمريكيين الأصليين و 6.69% من الأمريكيين ذوي الأصول الآسيوية و 0.42% من الأمريكيين الأفارقة و 0.42% من عرقين مختلطين أو أكثر.
بلغ عدد الأسر 199 أسرة كانت نسبة 36.7% منها لديها أطفال تحت سن الثامنة عشر تعيش معهم، وبلغت نسبة الأزواج القاطنين مع بعضهم البعض 62.3% من أصل المجموع الكلي للأسر، ونسبة 6.5% من الأسر كان لديها معيلات من الإناث دون وجود شريك، وكانت نسبة 29.1% من غير العائلات. تألفت نسبة 25.1% من أصل جميع الأسر من أفراد ونسبة 12.6% كانوا يعيش معهم شخص وحيد يبلغ من العمر 65 عاماً فما فوق. وبلغ متوسط حجم الأسرة المعيشية 2.99، أما متوسط حجم العائلات فبلغ 2.50.
بلغ العمر الوسطي للسكان 38 عاماً. وكانت نسبة 33.6% من القاطنين تحت سن الثامنة عشر، وكانت نسبة 7.5% بين الثامنة عشر والأربعة وعشرون عاماً، ونسبة 16.0% كانت واقعةً في الفئة العمرية ما بين الخامسة والعشرون حتى والأربعة وأربعون عاماً، ونسبة 16.9% كانت ما بين الخامسة والأربعون حتى الرابعة والستون، ونسبة 25.9% كانت ضمن فئة الخامسة والستون عاماً فما فوق. يوجد لكل 100 أنثى 149.0 ذكر، ويوجد لكل 100 أنثى في الثامنة عشر من عمرها فما فوق 93.0 ذكر.
بلغ متوسط دخل الأسرة في القرية 50,104 دولار، أما متوسط دخل العائلة فبلغ 53,333 دولار. وكان متوسط دخل الذكور 42,031 دولار مقابل 23,462 دولار للإناث. وسجل دخل الفرد الخاص بالقرية 13,631 دولار. وكانت نسبة 4.8% من العائلات ونسبة 35.6% من السكان تحت خط الفقر، وكان من هؤلاء نسبة 9.2% تحت سن الثامنة عشر ونسبة 45.2% في الخامسة والستين من العمر وما فوق.

### تعداد عام 2010
بلغ عدد سكان ماونت كالفاري 762 نسمة بحسب تعداد عام 2010، وبلغ عدد الأسر 201 أسرة وعدد العائلات 151 عائلة مقيمة في القرية. في حين سجلت الكثافة السكانية 725.7 نسمة لكل ميل مربع (280.2/كم2). وبلغ عدد الوحدات السكنية 215 وحدة بمتوسط كثافة قدره 204.8 لكل ميل مربع (79.1/كم2).
وتوزع التركيب العرقي للقرية بنسبة 83.6% من البيض و 1.0% من الأمريكيين الأصليين و 8.3% من الأمريكيين ذوي الأصول الآسيوية و 1.3% من الأمريكيين الأفارقة و 0.5% من عرقين مختلطين أو أكثر.
بلغ عدد الأسر 201 أسرة كانت نسبة 32.8% منها لديها أطفال تحت سن الثامنة عشر تعيش معهم، وبلغت نسبة الأزواج القاطنين مع بعضهم البعض 66.2% من أصل المجموع الكلي للأسر، ونسبة 6.0% من الأسر كان لديها معيلات من الإناث دون وجود شريك، بينما كانت نسبة 3.0% من الأسر لديها معيلون من الذكور دون وجود شريكة وكانت نسبة 24.9% من غير العائلات. وبلغ متوسط حجم الأسرة المعيشية 3.01، أما متوسط حجم العائلات فبلغ 2.59.
بلغ العمر الوسطي للسكان 26.8 عاماً. وكانت نسبة 39.6% من القاطنين تحت سن الثامنة عشر، وكانت نسبة 8.2% بين الثامنة عشر والأربعة وعشرون عاماً، ونسبة 19.4% كانت واقعةً في الفئة العمرية ما بين الخامسة والعشرون حتى والأربعة وأربعون عاماً، ونسبة 16.6% كانت ما بين الخامسة والأربعون حتى الرابعة والستون، ونسبة 16.1% كانت ضمن فئة الخامسة والستون عاماً فما فوق. وتوزع التركيب الجنسي للسكان بنسبة 63.5% ذكور و36.5% إناث.

## معرض صور

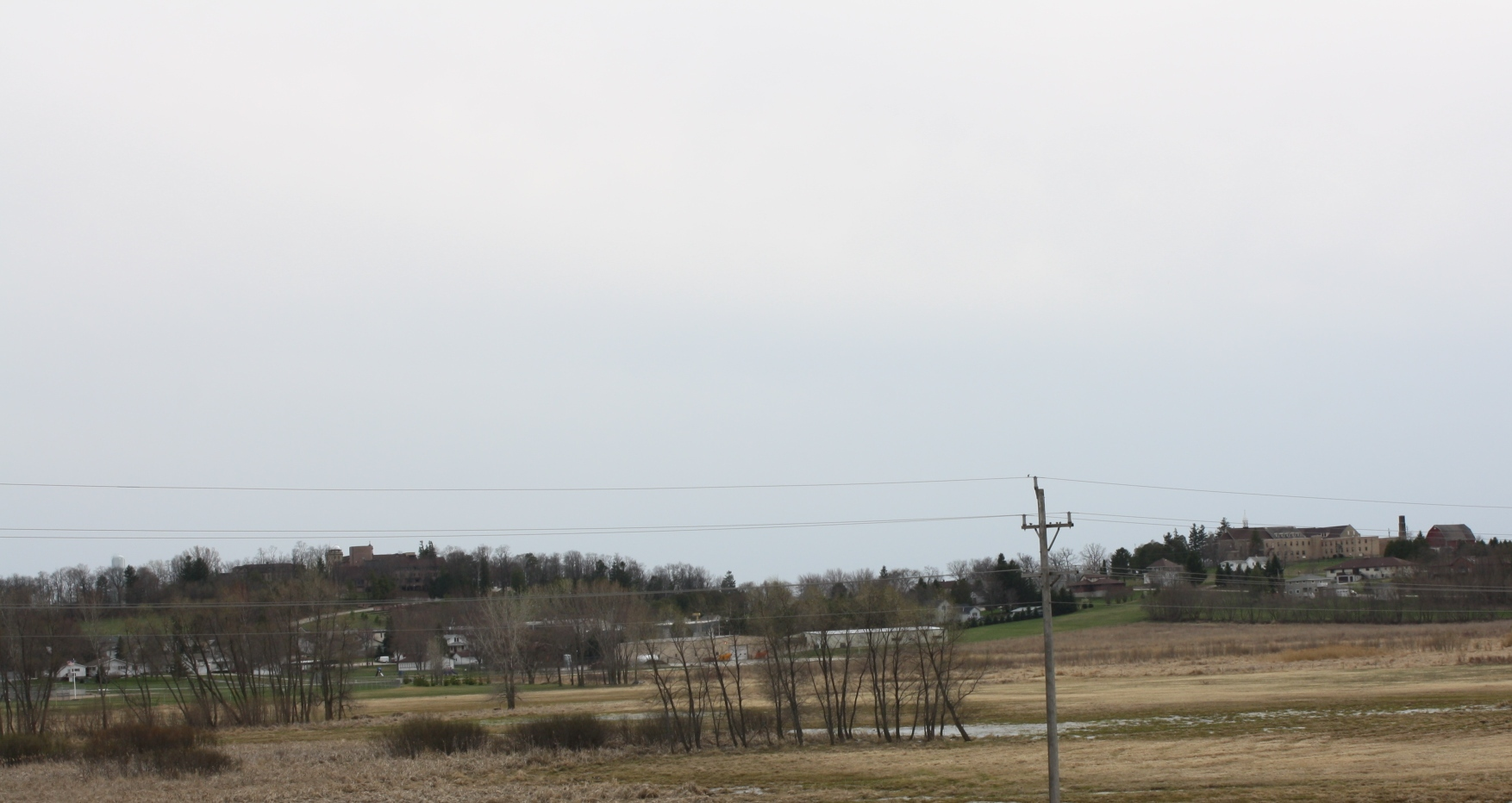
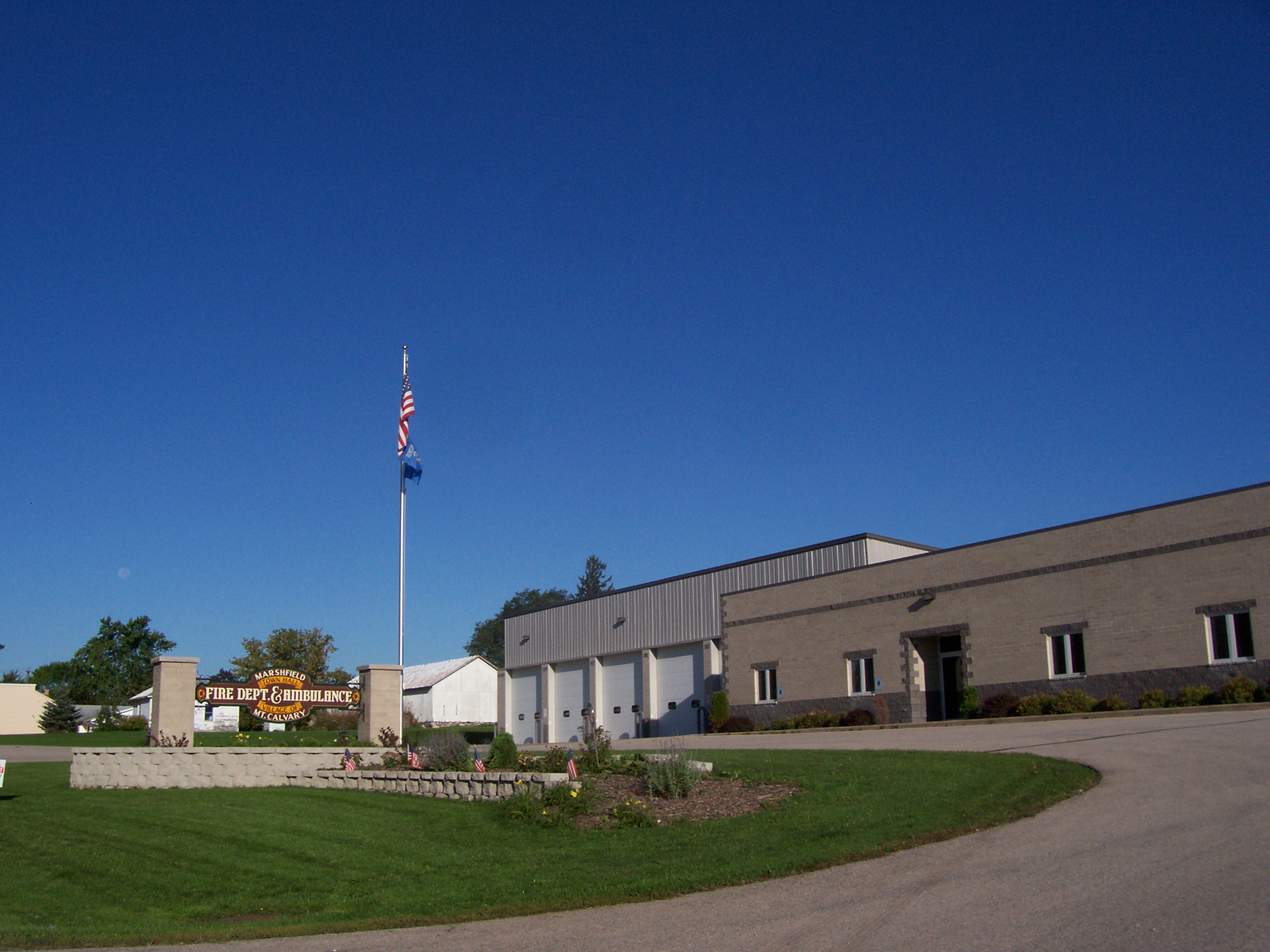
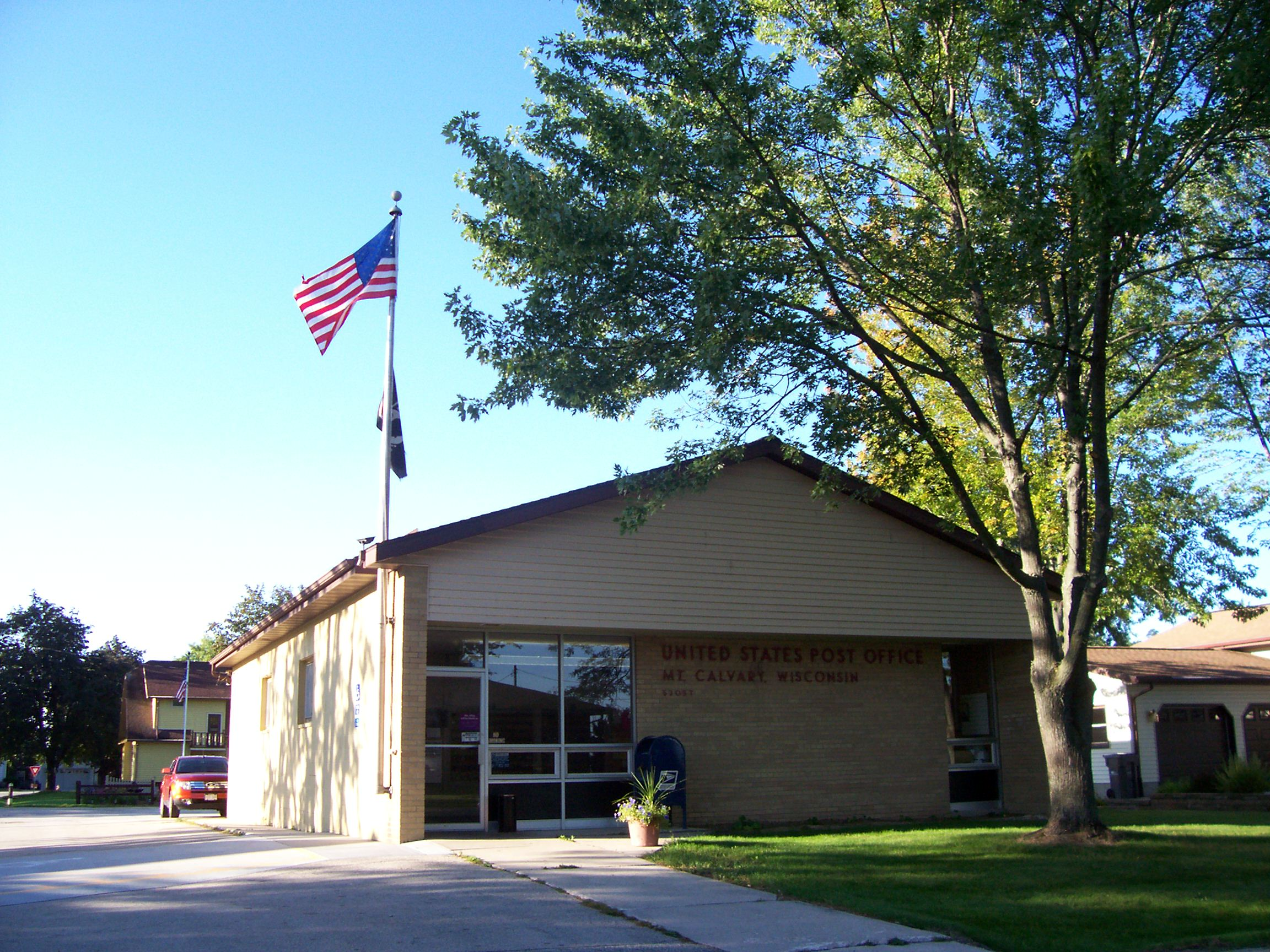
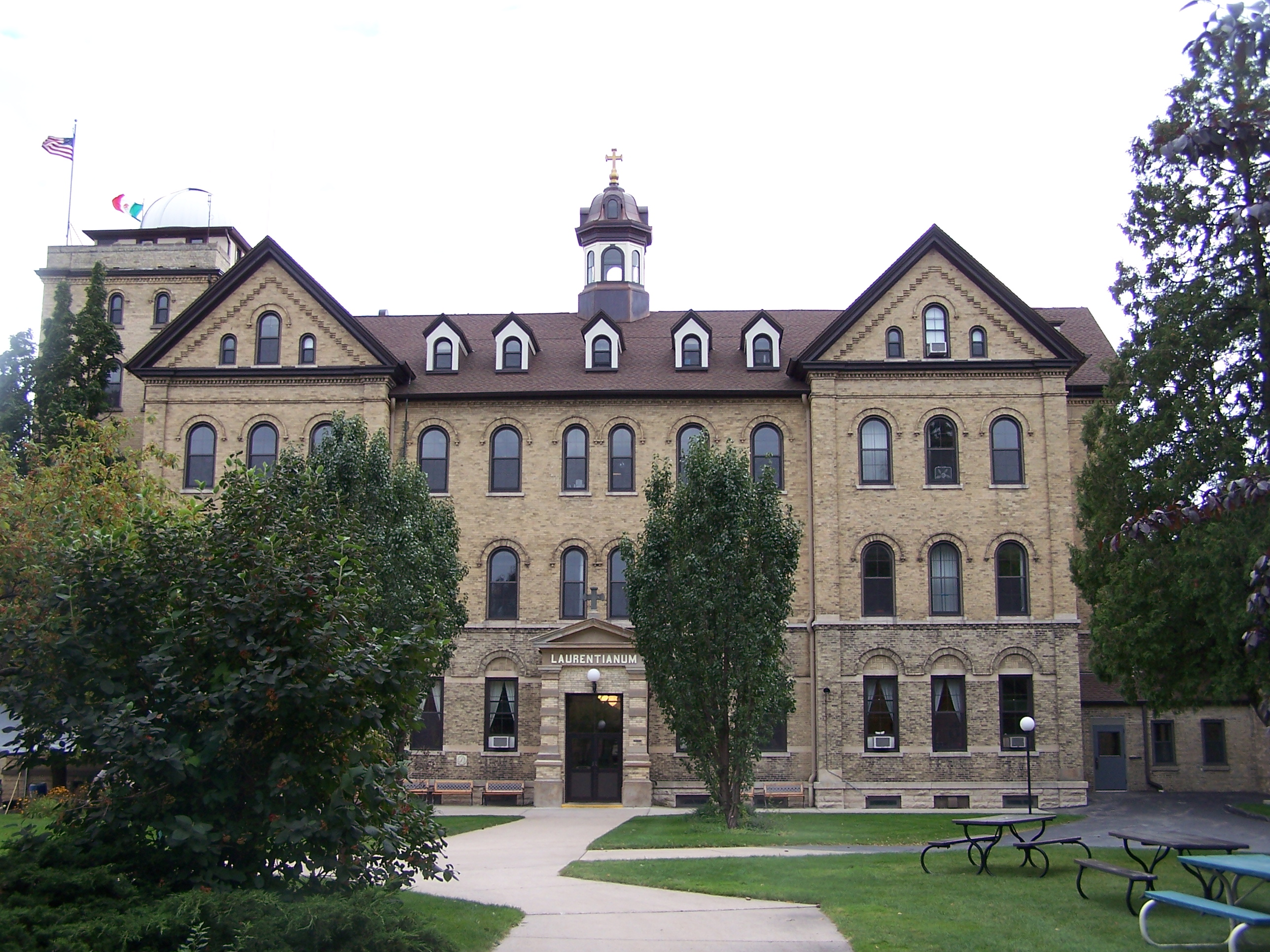